# Força aèria equatoriana

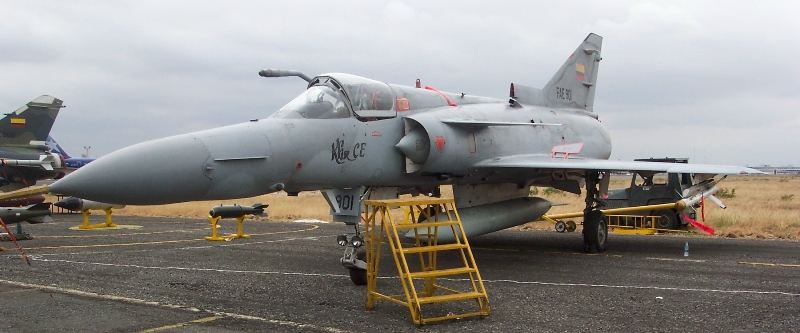
Kfir C.10 de la Força Aèria de l'Equador.

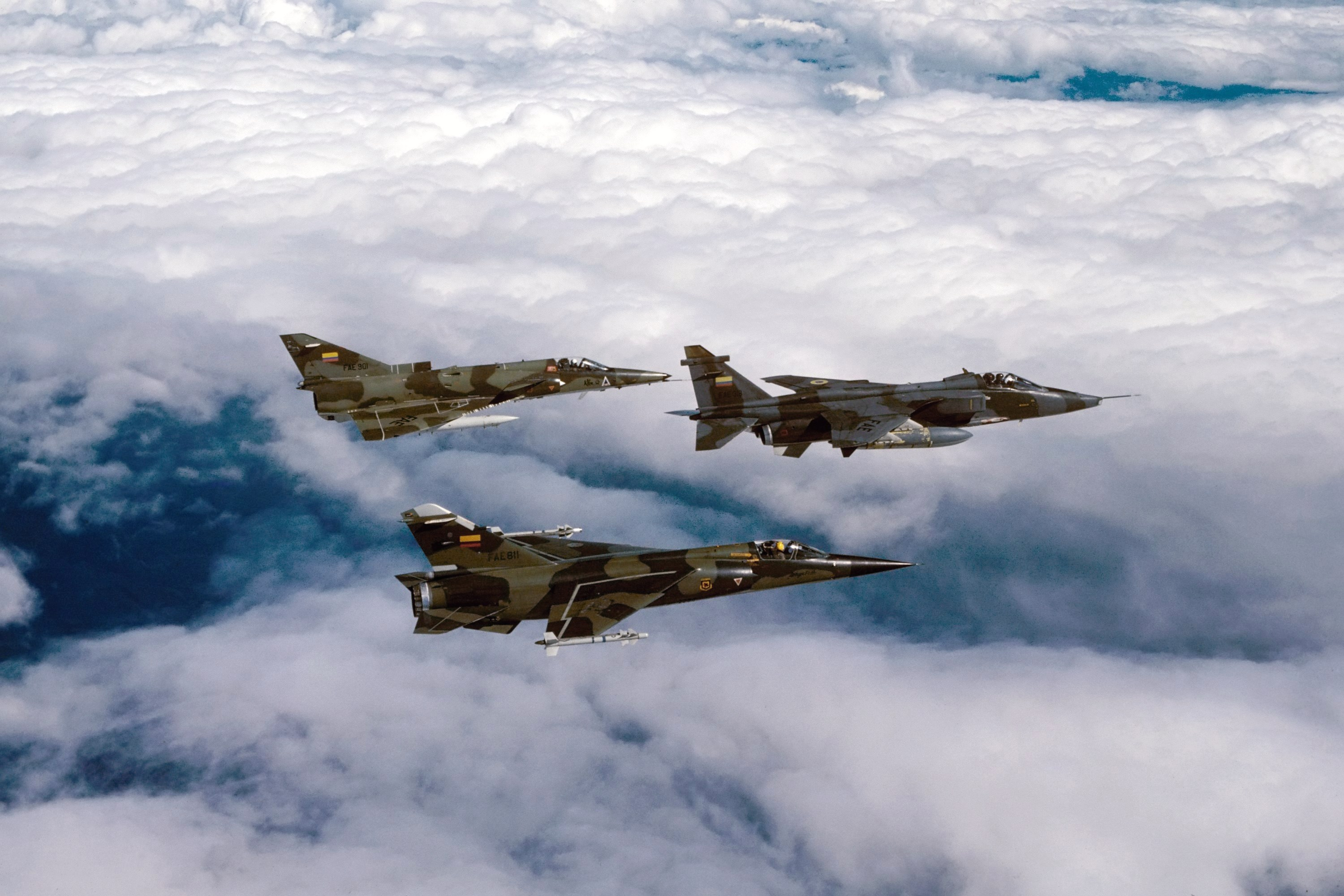
Tres avions de la FAE en formació un IAI Kfir, a dalt, i un Dassault Mirage F1, a baix, segueixen a Jaguar.

La Força Aèria Equatoriana (FAE) és juntament amb l'Exèrcit de l'Equador i l'Armada equatoriana, una de les tres branques de les Forces Armades Equatorianes. La història de l'aviació militar equatoriana va ser iniciada oficialment el 27 d'octubre de 1920 amb la creació de la primera escola d'aviació militar, posteriorment i després d'una trajectòria accidentada, va aconseguir un desenvolupament institucional notable, i ha estat una de les forces aèries llatinoamericanes que han participat en conflictes internacionals contra Perú durant els anys 1981 i 1995.
La FAE, igual que les altres branques de les Forces armades compleix a més del seu rol militar, una funció constitucionalment reconeguda de desenvolupament econòmic a través d'una incipient indústria aeronàutica amb DIAF, participació en l'aviació comercial amb l'empresa TAME i altres empreses relacionades, ofereix també serveis educatius de nivell primari i mitjà amb unitats educatives experimentals i educació superior amb el ITSA, finalment duu a terme una reconeguda labor d'ajuda i benestar social amb els programes Ales per a la integració, Ales per a la salut i Ales per a l'alegria.

## Missió i visió
D'acord amb la Constitució de l'Equador, les Forces Armades tenen la funció de defensar la sobirania i integritat territorial. A més poden participar en activitats econòmiques sempre que la seva fi estigui relacionada amb la defensa nacional i ajudin al desenvolupament nacional.

## Breu història
Però seria molts anys més tard, el 6 de novembre de 1912, quan arribaria el primer avió al país, es va tractar d'un Farman amb motor de 50 CV de potència, pertanyent al xilè Eduardo Molina Lawin, aquest aeroplano va realitzar diversos vols d'exhibició en Guayaquil, desenganxant des del Jockey Club. En ser convidat a prendre part en un d'aquests primerencs vols, el Major Julio I. Jáuregui, Cap Militar de Guayaquil, es va convertir en el primer equatorià a volar amb avió.
En 1911 el Club Guayas de Tiro y Aviación, amb la intenció de recolzar l'activitat aèria al país, es va proposar preparar al primer pilot equatorià, i va ser seleccionat el jove Cosme Rennella Barbatto, soci fundador del club i destacat esportista, per ingressar a l'Escola d'Aviació de la Societat Chiribiri & C., de Mirafiori (Torí), Itàlia on es va llicenciar de pilot el 28 d'agost de 1912. Posteriorment Rennella, patrocinat per l'esmentada organització, va transportar a l'Equador el primer avió de propietat nacional, un monoplà del tipus Chiribiri 5, amb motor de 50 cavalls i el 8 d'octubre de 1913 en el Jockey Club de Guayaquil, es va realitzar la cerimònia de bateig d'aquest avió amb el nom de Pàtria Nº1 i va realitzar vols de prova davant l'entusiasme de la multitud congregada, però aquesta iniciativa privada no va aconseguir suport oficial i poc després Rennella s'absentaria del país per més de 10 anys, recorrent diversos països del continent impulsant l'aviació i participant en la Primera Guerra Mundial. Un altre precursor de l'aviació equatoriana va ser Pedro Traversari Infante, oficial de l'exèrcit, que va obtenir el seu títol d'aviador militar a Xile el 16 d'agost de 1917 realitzant vols de demostració en Guayaquil al juny de 1919 i juny de 1920.
L'impuls definitiu per a la institucionalització de l'aviació militar va ocórrer quan el periodista guayaquileny José Abel Castillo, director i propietari del Diari El Telégrafo va adquirir un Hanriot HD.1 al que va batejar com a Telégrafo I, que al comandament del pilot italià Elia Liut va realitzar el seu primer vol en Guayaquil el 8 d'agost de 1920, el coronel Francisco Gómez de la Torre, Cap de la Zona Militar de Guayaquil, després de presenciar el vol, va enviar al President de la República i al Cap de l'Estat Major, un telegrama en el qual va destacar l'enorme importància que tenia l'aviació i la necessitat de suport a aquesta activitat, poc temps després, el president José Luis Tamayo va aconseguir que el Congrés Nacional emeti un decret amb data 27 d'octubre de 1920, autoritzant l'establiment de l'escola militar d'aviació, sent aquesta data la que es considera com a gènesi de la FAE. Durant la dècada de 1920 i la dècada de 1930 l'aviació militar equatoriana com a unitat subordinada a l'exèrcit va estar orientada bàsicament per pilots i consellers militars italians a través de convenis oficials entre Equador i Itàlia. No obstant això freqüentment l'aviació va estar mancar de recursos i equips, demorant el desenvolupament de l'arma aèria a Equador.
Durant la guerra peruano-equatoriana al juliol i agost de 1941 l'aviació militar equatoriana solament comptava amb pocs avions d'entrenament i observació desarmats, mentre que la força adversària va comptar amb desenes d'avions de tota classe. Posteriorment a aquest conflicte durant els anys de la Segona Guerra Mundial l'aviació militar equatoriana es va consolidar definitivament amb el suport d'una missió militar dels Estats Units, país que va destacar dues bases aèries en territori equatorià per a la defensa del Canal de Panamà.
El 31 de desembre de 1943 oficialment es va reconèixer a l'aviació militar com una branca independent de l'exèrcit tenint com a primer comandant al Major d'Aviació Burnester Tobar Albruja.

### Principals fites
- El 27 d'octubre de 1920, el recentment electe President de la República de l'Equador, el Dr. José Luis Tamayo, va aconseguir que el Congrés Nacional emetés un decret autoritzant la formació de dues escoles d'aviació, a Quito i Guayaquil.[10]
- El 2 de juny de 1924 s'inicia l'II curs d'aviació a l'Escola d'Aviació El Còndor.[10]
- Entre octubre de 1926 i octubre de 1927 un grup de set oficials equatorians rep instrucció en la Scuola di Aviazione Gabardini en Cámeri, Itàlia. Tres moren en diferents incidents, quatre tornen a Equador graduats.[11]
- El 21 de novembre de 1927, la Secció Aviació, adscrita a la Zona Militar, passa a cridar-se Departament d'Aviació, dependent del Ministeri de Guerra, Marina i Aviació.[12]
- El 10 de maig de 1929 l'Assemblea Nacional autoritza a l'executiu la construcció d'un aeròdrom en Guayaquil, i per a cap d'any, es va disposar traslladar l'Escola d'Aviació de Durán a un nou aeròdrom en Latacunga.[13]
- L'1 de gener de 1932 es va inaugurar el Servei de Correu Aeri Militar en la ruta Latacunga-Quito-Otavalo-Ibarra i Tulcán.[14]
- El 22 de juliol de 1932, a bord d'un avió Ryan B.5, anomenat Equador I, es realitza el primer vol de circumval·lació a la República.[15]
- El 3 de juliol de 1935 es va crear l'Escola Militar d'Aviació a la ciutat de Guayaquil, comptant amb vuit avions i un instructor de vol nord-americà.[16]
- L'1 de gener de 1936 es canvia la denominació de l'aviació militar de Departament d'Aviació, pel de Inspectoría d'Aviació, adscrita al Comando Superior de l'Exèrcit.
- Al maig de 1937 a dalt una nova missió militar italiana amb vuit biplanos Alfa Romeo I.M.A. m. Ro.37, biplazas de reconeixement i assalt.[17]
- En 1940 se signa un acord amb els EUA per a l'establiment de bases aèries a l'Illa Baltra, Galápagos i Salines, a més de l'arribo d'una missió aèria dels EUA per a entrenar als pilots equatorians.[18]
- Al juliol de 1941 durant la invasió peruana a l'Equador l'aviació militar comptava amb tres avions Curtiss-Wright Sparrow, amb els quals va realitzar algunes missions de reconeixement.[7]
- El 30 de gener de 1942 el Capità Bayardo Tobar és nomenat Cap de la Inspectoría d'Aviació de l'Exèrcit Equatorià i l'Escola Militar d'Aviació es trasllada a Salines.[19]
- El 31 de desembre de 1943, mitjançant decret executiu es transforma la Inspectoría d'Aviació de l'Exèrcit a Comandància General d'Aeronàutica. Amb aquest decret neix la Força Aèria Equatoriana i el Major Bayardo Tobar, passa a ser el Primer Comandant.[8]
- El 19 de juliol de 1947 la FAE rep 12 Republic P-47 Thunderbolt Thunderbolt formant-se el primer esquadró de combat.[20]
- Al desembre de 1954 l'Equador ingressa a l'era de la Propulsió a reacció amb l'adquisició de l'els Gloster Meteor FR.9. Posteriorment, el 29 de juny de 1955 arribaria l'avió Canberra MK.6, els F-80 i els T-33.[21]
- El 28 d'agost de 1955 s'inicia la construcció de la Base Aèria Taura.[22]
- L'11 de novembre de 1956 arriben els 4 primers entrenadors Lockheed T-33.[23]
- El gener de 1958 arriben els primers Lockheed F-80C Shooting Star a Taura, a mitjan anys s'explicava en inventari amb els següents avions de combat: dotze caces Gloster-Meteor FR.9, sis bombarders mitjans Canberra Mk.6, quatre entrenadors Lockheed T-33A i divuit cazabombarderos Lockheed F-80C.[24]
- El 4 de desembre de 1962 s'inicien les operacions de la Cia. de Transports TAME.[25]
- El 29 de novembre de 1968, un C-47 de la FAE, en un vol logístic Quito-Salines, sofreix una emergència en apagar-se els seus dos motors. Els pilots Cap. Cessar Egas i Tnte. Gal Molina Hidalgo realitzen un aterratge d'emergència en les faldilles del Pichincha, prop de la població de Lloa. L'avió es va partir en dos, sobrevivint deu persones, morint solament els seus pilots. Ha estat en únic accident en serralada amb supervivents fins al dia d'avui a Equador.
- A l'octubre de 1972 arriben els primers MK.89.[26]
- El 14 de gener de 1977 s'incorpora el primer Esquadró de Combat Supersònic SEPECATJaguar DE de fabricació anglo-francesa.[27]
- El 24 d'octubre de 1978 s'inaugura la Base Aèria Eloy Alfaro en Manta.[28]
- El 26 de juny de 1979 vola per primera vegada a la Base Aèria Taura un Dassault Mirage F1.[29]
- El 28 de gener de 1981, durant el conflicte de Paquisha, dos A-37B de la FAE entren en combat aeri Dogfight amb dos A-37B de la FAP, sent la primera acció de combat internacional d'avions de la FAE.[30]
- El 26 d'abril de 1982, s'incorporen 12 unitats de caça i interdicció IAI Kfir i dues unitats d'entrenament IAI Kfir de fabricació israeliana comprats a IAI (Israel Aircraft Industries)[31]
- El 10 de febrer de 1995, durant la Guerra del Cenepa es van derrocar dues aeronaus peruanes, un Sujói SU-22 "Fitter" i un A-37B, per 2 avions Mirage F.1 tripulats pel Major Raúl Banderas i Capità Carlos Uscátegui, segons altres fonts la causa va ser el foc antiaeri equatorià.[32]

## La FAE en combat
Des del seu origen la FAE ha participat en diversos conflictes internacionals i conflictes polítics-militars d'ordre intern.

### Conflictes internacionals
La FAE va intervenir en els conflictes armats entre Equador i Perú des de 1941 a 1995:

#### Guerra peruano-equatoriana
L'any 1941 va tenir una gran significació per la FAE per aquell temps subordinada al comando de l'exèrcit com Inspectoría de Aviación del Ejército, a principis de juliol de 1941 una sèrie d'incidents militars fronterers van ser el preludi d'una invasió a gran escala que va llançar Perú contra Equador a partir del dia 23, l'aviació militar equatoriana va haver de fer front al Cos Aeronàutic del Perú (CAP), el component aeri del qual del Teatre d'Operacions Nord (TON) estava equipat amb caces monoplans NA-40, bombarders Caproni CA-135, transporti CA-1111 i altres tipus que sumaven 43 aparells, en contrast l'aviació equatoriana comptava amb tres avions biplaces d'entrenament Curtiss-Wright CW-19R Sparrow i tres biplans de reconeixement i atac I.M.A.N Ro-37 supervivents del grup de vuit que es van adquirir en 1938, davant el desavantatge l'aviació equatoriana únicament va poder complir missions d'enllaç, ambulància i observació. La superioritat aèria peruana li va permetre al CAP atacar i bombardejar a les forces militars i poblacions equatorianes, facilitant el camí perquè l'exèrcit del Perú ocupés territori equatorians (Província d'El Oro, Loja i les províncies selvàtiques de l'est de l'Equador), La guerra va acabar amb la signatura del Protocol de Rio de Janeiro, al febrer de 1942; aquest conflicte va provocar que tant el govern i comandaments militars es convencessin de la necessitat de comptar amb una aviació militar creïble.

#### Conflicte de Paquisha durant gener i febrer de 1981
Quaranta anys més tard al conflicte de 1941 una vegada més Equador i Perú es van enfrontar militarment per pocs dies entre el 22 de gener i el 5 de febrer de 1981, aquesta vegada el focus de conflicte va ser una zona no delimitada de la frontera a la regió de la Serralada de Còndor on forces peruanes van atacar destacaments militars equatorians coneguts amb els noms de Paquisha, Mayaicu i Machinaza. En aquesta ocasió la FAE era un factor a prendre en compte equipat amb aviació supersònica que incloïen avions Jaguar MK.1 i Dassault Mirage F1 armats amb míssils aire-aire, a més de bombarders Canberra, avions A-37B, Strikemaster MK.89, T-33 i una variada aviació de transport. La FAE es va mobilitzar totalment realitzant centenars de patrulles de combat i missions de transport.
En el marc d'aquest conflicte es produeix el primer combat aeri en la història de la FAE i de la FAP, sent notòria la derrota de la FAE:

#### Guerra del Cenepa durant gener i febrer de 1995
Al desembre de 1994 va començar el major conflicte armat entre Equador i Perú des de 1941, novament en la Serralada del Còndor, aquesta vegada sobre la conca del riu Cenepa, en un incident que va començar amb frecs verbals i amenaces entre unitats militars i que va escalar ràpidament a intercanvis de trets i concentracions de tropes, fins que el 26 de gener forces militars equatorianes ataquen i dispersen a una patrulla peruana infiltrada en la rereguarda de les línies de defensa equatorianes en un sector que es va denominar més tard Base Nord, les forces peruanes van respondre atacant per aire i terra iniciant així la fase calenta del conflicte; la FAE, en situació d'alerta, va mobilitzar alguns esquadrons a posicions de desplegament en altres pistes per afrontar un possible conflicte militar de gran escala.
La FAE explicava el gener de 1995 i com a principal actiu de combat amb els esquadrons de l'ala Nº 21 en Taura, aquests eren l'esquadró 2111 equipat amb Jaguar MK.1, el 2112 equipat amb Dassault Mirage F1 i el 2113 equipat amb IAI Kfir, addicionalment l'ala de combat Nº 23 basat en Manta desplegava els esquadrons d'entrenament i atac que incloïa els esquadrons 2311 equipat amb Cessna A-37B, el 2312 equipat amb AT-33 i el 2313 equipat amb Strikemaster Mk.89, l'ala roativa de la força, amb la funció de rescat de combat, la va representar l'ala Nº 22 basat en Guayaquil equipat amb helicòpters Alloute SA-319B i els TH-57 i Bell 212, l'ala de transport Nº 11 basada a Quito comptava amb Hèrcules Lockheed C-130 Hercules, Avro 748, Sabreliner i Twin Otter DHC-6, finalment l'escola militar d'aviació Cosme Rennella de Salines comptava amb torbo-hèlices T-34C.En l'aeroport de la ciutat de Macas es va constituir el Grup Amazones format per sis A-37B i dos helicòpters Alloute SA-319B, el 7 de febrer una esquadrilla de quatre A-37B d'aquest grup I comandada pel Major César Briones realitzen la primera missió de bombardeig de la FAE sobre posicions peruanes, no seria l'última.
El 10 de febrer van desenganxar de la base peruana de Talés en forma successives LA SEVA-22 de Grup No. 11 Els Tigres i els A-37B del Grup No.7 des de Piura amb la missió de bombardejar les posicionis equatorianes. Dos avions Dassault Mirage F1 de l'esquadró 2112 i dos avions IAI Kfir de l'esquadró 2113 estaven en alerta permanent llests per desenganxar a la base aèria de Taura. Els radars equatorians detecten la incursió de 5 avions peruans a la zona de conflicte. A les 12:49 els pilots de la FAE reben l'ordre de desenganxar. Els controladors equatorians dirigeixen els Mirage i Kfir cap als avions peruans. A les 12:57 els avions Mirage F1 amb numerals FAE 807 piloteado per Mayor Raúl Banderes (líder) i el FAE 806 piloteado pel Capità Carlos Uzcateguí (ala) van detectar en el seu radar i posteriorment van albirar a sis milles dos avions Sukhoi EL SEU-22 FAP piloteados pel Comandant Víctor Maldonado i el Major Enrique Caballero. Els equatorians s'aproximen per enrere als avions peruans.

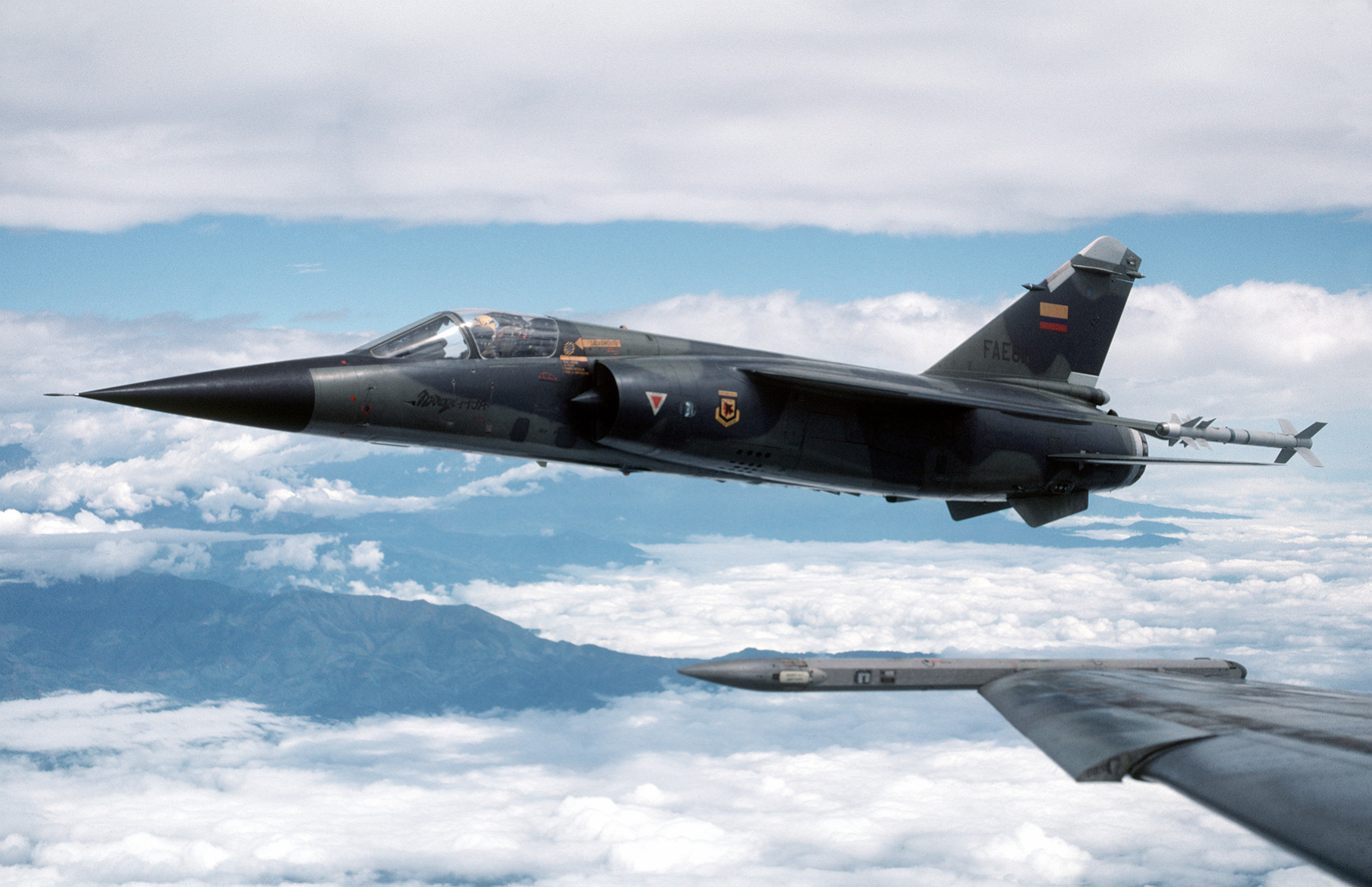
Mirage F-1 de la Força Aèria Equatoriana en vol.

A les 12:58 el Major Banderes dispara un míssil Matra Magic II que impacta en un dels avions El seu-22, el Capità Uzcateguí dispara un míssil contra el seu blanc encertant també, immediatament cada pilot dispara un segon míssil sobre els blancs, els quals són derrocats, els pilots peruans aconsegueixen ejectar-se, el Comandant Maldonado va poder sobreviure alguns dies en la selva abans de morir, el Major Caballero pel que sembla va morir immediatament, els seus cossos van ser rescatats posteriorment per les seves forces. Els avions Mirage tornen a la seva base amb accions evasives davant un advertiment electrònic (RWR) d'estar sent "il·luminats" pel radar d'altres naus.
Més tard aquest mateix dia, els dos avions IAI Kfir amb numerals FAE 905 i FAE 909 pilotats pels capitans Maurici Mata (líder) i Guido Moya (ala) intercepten a dos avions A-37B de la FAP; el Capità Maurici Mata aconsegueix derrocar a un dels avions peruans amb dos míssils Shafrir II, els pilots peruans Comandant Hilario Valladares i Gregorio Mendiola aconsegueixen ejectar-se i són rescatats posteriorment per les seves forces. El segon A-37B de la FAP aconsegueix escapar tirant-se en picada al pis, encenent poscombustión i volant ran dels arbres.
Aquest combat és la segona trobada aèria entre avions de reacció a Amèrica, després dels produïts en la guerra de les Malvines, sent el primer entre dues nacions d'Amèrica amb avions jets i míssils AAM.
El 12 de febrer, durant una missió de bombardeig, un A-37B identificat com FAE 392 tripulat pel Capità Rodrigo Rojas i el Tinent Manolo Camacho és impactat per un míssil guiat superfície-aire SA-7 disparat per membres de la FAP produint la paralització del motor dret i danys en les superfícies de control de l'ala del mateix costat, malgrat tot els pilots aconsegueixen aterrar la nau en la pista de Macas, l'avió va poder ser reparat i va ser batejat amb el nom de Tiwinza.
Malgrat els enfrontaments aeris la FAP va aconseguir més de 50 missions de bombardeig que va causar el debilitament i posterior evacuació de les bases militars raó per la quin en finalitzar el conflicte es va delimitar a favor del Perú els 78 quilòmetres quadrats en disputa.

### Conflictes interns
La FAE també s'ha vist involucrada en conflictes polítics-militars interns de l'Equador, en alguns d'aquests conflictes van ocórrer enfrontaments armats d'alguna gravetat amb els membres de les altres armes de les FF.AA.

#### Derrocament del President José María Velasco Ibarra
El novembre de 1961 la FAE va tenir una important incidència en el derrocament del llavors President José María Velasco Ibarra qui prèviament havia ordenat tancar el Congrés declarant-se governant de facto, i davant aquesta situació la protesta popular va ser acollida per les FF.AA. que desconeixia al governant però va haver una diferència d'opinions entre els oficials sobre el successor constitucional de l'enderrocat president Velasco Ibarra, i encara que al principi el comandament militar va reconèixer com a President al titular de la Cort Suprema Camilo Gallegos Toledo, el batalló Chimborazo de l'arma d'enginyers es va rebel·lar i va recolzar com a successor al vicepresident Carlos Julio Arosemana Monroy, això va provocar que la FAE sobrevolés amenaçadorament la caserna d'aquesta unitat sense arribar a bombardejar-la a causa que el tinent Frank Vargas Pazzos va aconseguir convèncer els seus superiors i companys de no atacar als soldats de l'exèrcit contraris a l'alt comandament, tenint en compte que un germà de tinent Vargas era oficial de l'esmentat Batalló Chimborazo. Eventualment al no poder comptar amb el suport total de la FAE el comandament militar va reconèixer com a President de la República a Carlos Julio Arosemena.

#### Aixecaments del General Frank Vargas Pazzos en 1986
Frank Vargas Pazzos ja amb el grau de Tinent General i sent Comandant General de la FAE va ser nomenat Cap del Comando Conjunt de les forces armades, màxim càrrec al qual pot aspirar un oficial general. El 7 de març de 1986 aquest oficial va tenir friccions amb el Ministre de Defensa, General de Divisió Luis Piñeiros, a causa de gelosia política i professionals de vella data, possiblement el Tinent General Vargas aspirava a ser, el mateix, Ministre de Defensa i General de l'Aire, davant aquesta confrontació Vargas va acusar Piñeiros d'irregularitats en la compra d'un avió Fokker esperant que el President destituís a Piñeiros però el President va recolzar-lo i va destituir a Vargas passant-ho a retir. Davant aquesta situació, Vargas va apel·lar a la lleialtat dels comandaments i subordinats de la FAE, cosa que va aconseguir en certa manera i es va traslladar des de Quito a la Base Aèria Eloy Alfaro en Manta amb desenes d'oficials i soldats en avions de transport de TAME i la FAE, en aquest lloc es va atrinxerar amb el suport de la població civil, es va témer un greu enfrontament entre la FAE i l'Exèrcit atès que aquest últim va començar a mobilitzar tropes d'infanteria mecanitzada des de Portoviejo cap a Manta, els avions d'atac A-37B basats en Manta van sobrevolar les columnes de l'exèrcit però sense atacar-los, després de diversos dies de negociacions es va acordar que Frank Vargas Pazzos seria jutjat pel consell de generals i almiralls mentre que Luis Piñeiros, Ministre de Defensa, Manuel María Albuja, comandant de l'exèrcit, Jorge Andrade, comandant de la FAE, deixarien els seus càrrecs; així l'11 de març Vargas Pazzos es va lliurar i va ser conduït presoner a la Base Aèria de Quito, el 12 de març davant contradictòries notícies que el govern no estava complint l'acord de destituir a Piñeiros novament Frank Vargas es va declarar en rebel·lia amb el suport de la Base Aéra Mariscal Sucre de Quito i va anunciar que pretenia enderrocar al govern, no obstant això en aquesta ocasió no va comptar amb el suport majoritari de l'oficialitat i sobretot dels esquadrons de combat de la FAE. El divendres 14 de març de 1986 l'exèrcit va assetjar la Base Aèria i després d'un breu enfrontament, que va ocasionar la morts de diversos militars i civils, la va ocupar, capturant al General Vargas i traslladant-ho a una instal·lació militar tot esperant el seu posterior juzgamiento.

#### Segrest del President León Febres-Cordero per soldats de la FAE
El 16 de gener de 1987 un grup de soldats de la infanteria aèria aprofitant una visita del President León Febres-Cordero a la major base aèria del país, Taura, es van revoltar; després d'un intercanvi de trets amb l'escorta presidencial que va deixar un saldo de cinc morts i diversos ferits van capturar al President i altres autoritats civils i militars. Aquest acte va estar motivat per la lleialtat d'aquests soldats i alguns oficials de baixa graduació envers l'ex-comandant de la FAE Tinent General Frank Vargas Pazzos, capturat llavors a la ciutat de Quito sota el càrrec de revolta pels fets de l'any anterior; Vargas havia rebut prèviament anmistía pel Congrés Nacional, la mateixa que no va reconèixer el poder executiu. Els soldats van mantenir presoner per dotze hores al President Febres-Be fins que va acceptar alliberar, mitjançant document signat, al General Vargas Pazzos i a més de comprometre's per igual instrument en no prendre represàlies contra els insurrectes. Tanmateix, pocs dies després, aquest grup va ser capturat per forces de la Infanteria de Marina i traslladat a Quito on van ser sotmesos a un judici militar, eventualment van ser condemnats a presó seixanta-dos comandos, inclosos un Capità i un Sotstinent, en tant un Major i altres soldats de la FAE van ser absolts. Al desembre de 1988 els oficials i soldats condemnats van ser alliberats per una Llei de Gracia, no obstant això van perdre tots els seus drets militars, al desembre de 2008 van ser restaurats els seus drets i pensions militars. Aquest esdeveniment va representar un altre cop a la cohesió i disciplina institucional que va haver de superar la FAE i les FF.AA. en el seu conjunt.

## Futur
Després de l'Operació Fènix llançada per les Forces Militars de Colòmbia en territori equatorià contra un campament irregular de les FARC-EP, inicia un nou programa de modernització per a les Forces Armades Equatorianes impulsat pel president Rafael Corretja Delgado.

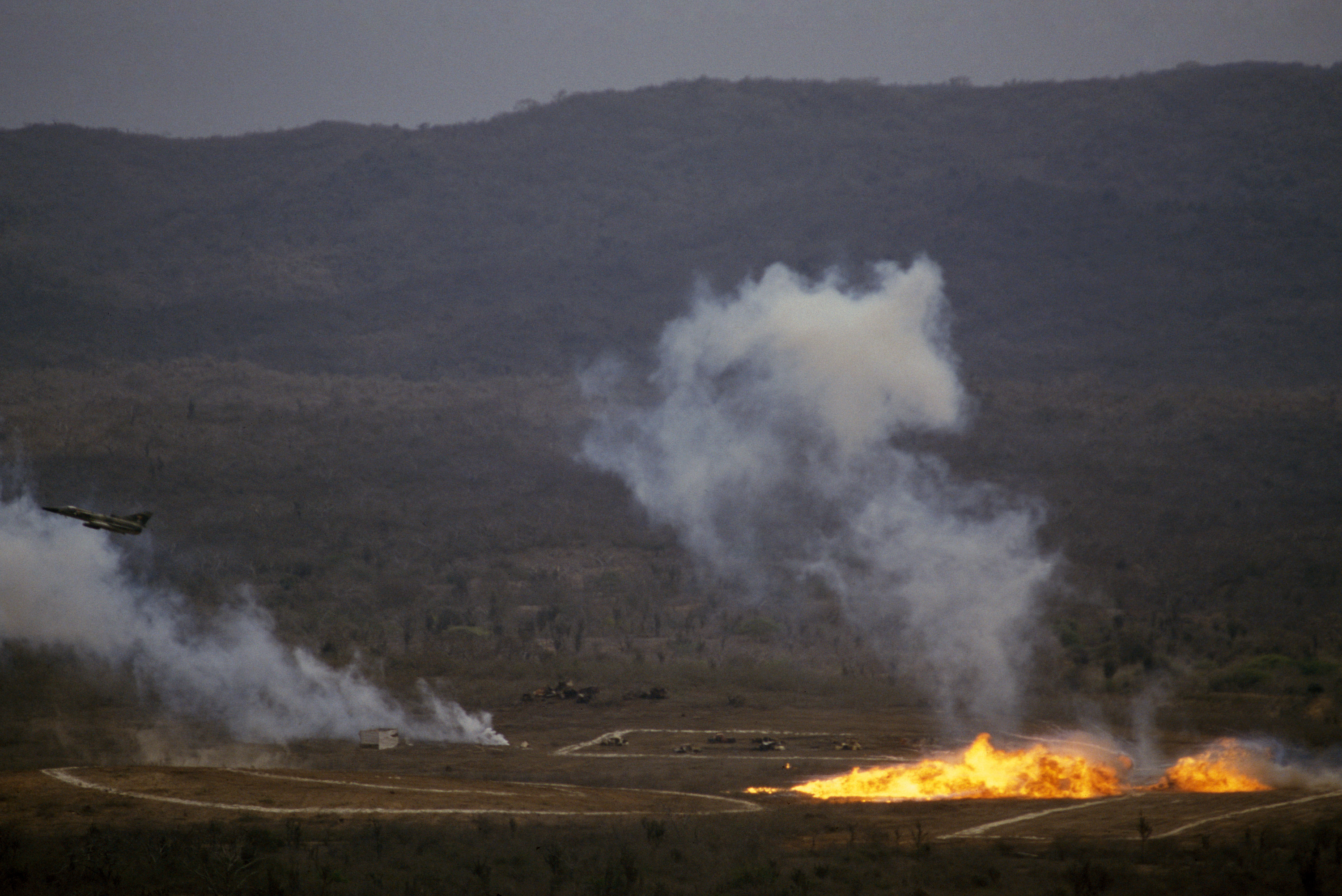
Kfir C.2 usant bombes de napalm en exercicis Blue Horizon, conjunt amb USA.

Per la FAE s'ordena la compra de nous helicòpters multipropósito a l'Índia, del model HAL Dhruv, amb Israel se signa un contracte per la repotenciación dels caces Kfir C.10, a Brasil se li adquireixen avions tàctics model Embraer EMB 314 Super Tucano i un avió per al transport presidencial Embraer Legacy 600, en 2013 es va adquirir un altre avió de transport Dassault Falcon 7X i s'obrirà una licitació internacional per reemplaçar els antics avions de transport Avro.
S'anuncia la compra d'avions de combat supersònics Atles Cheetah.C a Sud-àfrica, per reemplaçar als obsolets Mirage F-1.
Els projectes de modernització i repotenciación més importants per 2011 són:
- Repotenciación dels sistemes AA SA-8.
- Reemplaçament d'aeronaus d'entrenament bàsic T-34C-1
- Modernització del sistema estratègic de defensa AA Oerlikon 35 mm
- Modernització d'helicòpters de transport.
- Adquisició de míssils aire-aire R-Darter.
- Modernització de sistemes comunicacions Terra-Aire.
- Implementació del sistema C4IVR, comandos de control, comunicacions, computació, intel·ligència, vigilància i reconeixement, entre altres projectes.

### Característiques de les noves adquisicions de la FAE
- EMB 314 Super Tucano

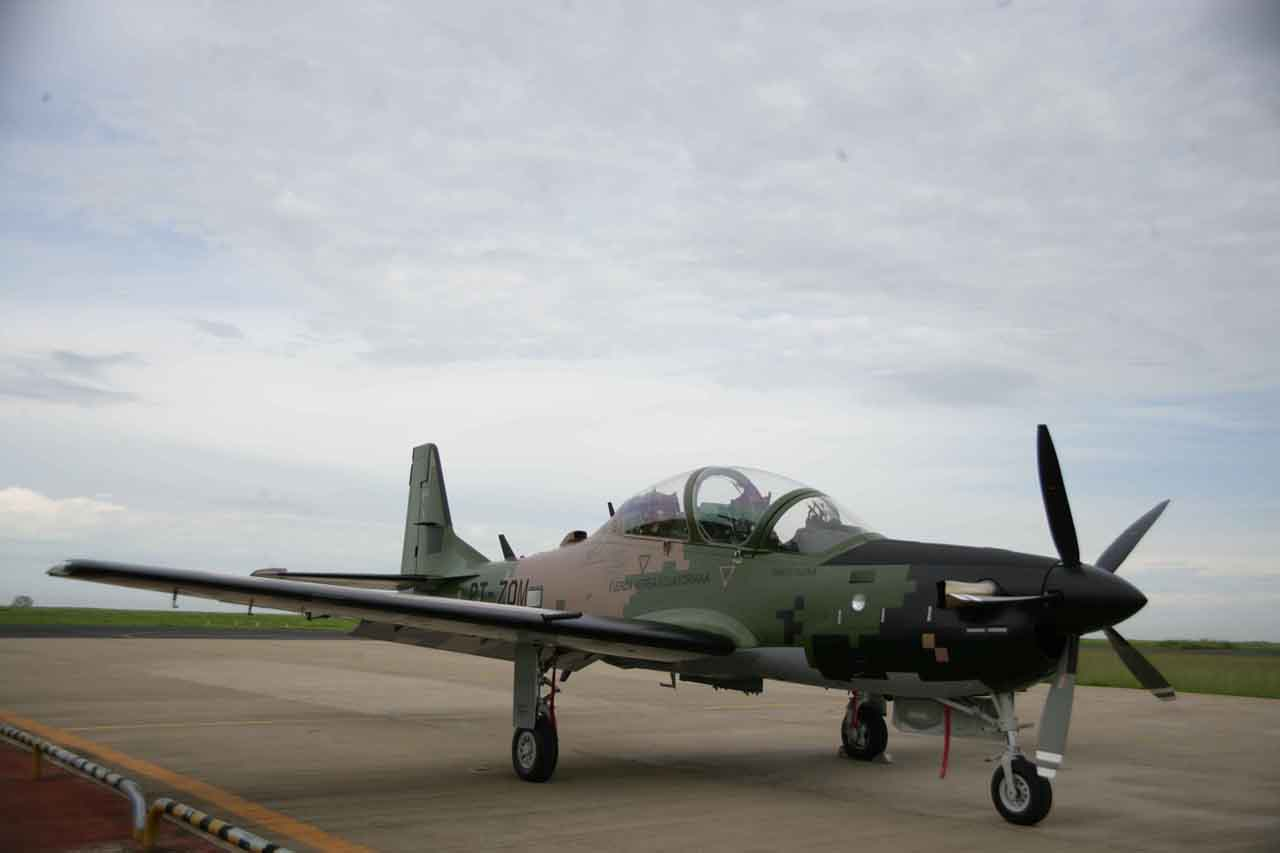
A-29 Supertucano de la FAE.

És una aeronau propulsada per Turbohèlice destinada per a l'atac lleuger, atac contra insurrecció i entrenament avançat de pilots, amb moderns comandaments i sistemes d'armament d'última tecnologia compta amb les següents armes:
Armament
- - 2 × metralladores 12,7 mm FN Herstal M3P
  - 1 × canó automàtic 20 mm en contenidor sota el fuselatge.
    - Bombes convencionals i intel·ligents.
    - Bombes de guia làser del tipus GBU-12 Paveway de 250 kg.
    - Bombes de guia infraroja.
    - AIM-9 Sidewinder.
    - MAA-1 Piraña.
    - Python 3 o 4.
    - coet pods de 4 × 70 mm
    - altres armes Cinc punts externs per a capacitat ancoratge.
- Atles Cheetah.C/D

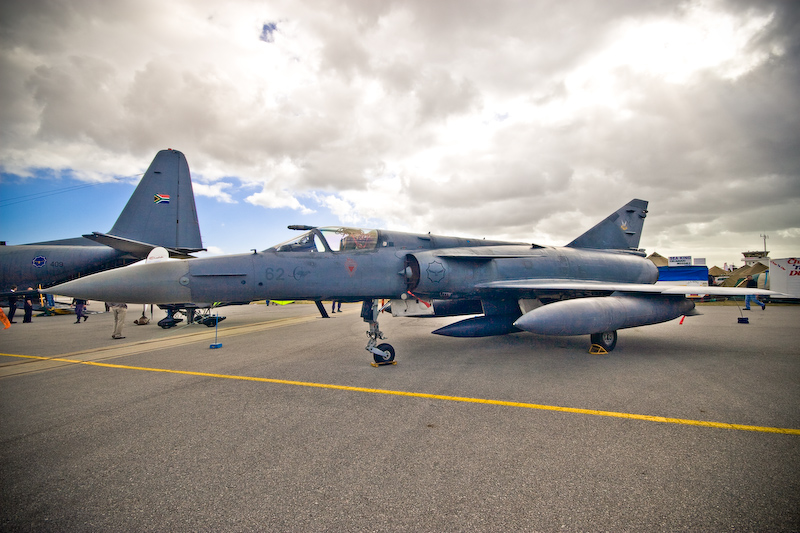
Cheetah C de la Força Aèria Sud-africana

El Cheetah C és l'últim desenvolupament de la sèrie The Cheetah. Moltes de les característiques d'aquest avió encara són informació classificada. El Cheetah C incorpora millores de disseny sobre la versió I, com una aviónica més sofisticada i una suite de navegació, un nou sistema de polsos doppler, un nou radar (possiblement el Radar israelià Multimodo ELTA EL/M-2032) i una avançada suite de EW. L'avió està equipat també amb un enllaç de dades (encara desconegut) i va rebre versions actualitzades sistemes adjunts al casc HMD, també es van millorar les pantalles HUD i els controls HOTAS.
Altres millores inclouen el muntatge d'un parabrisa d'una sola peça amb un tractament anti-radiació, en lloc de l'antiga versió de tres peces, una nova sonda de reabastecimiento en vol amb menys canonades exteriors, tren d'aterratge i suspensió nova, una versió millorada a Sud-àfrica del motor Lligar 9K50 i un nou nas per incorporar aviónica més sofisticada.
El Cheetah C mai ha entrat en combat, però ha participat en diversos exercicis combinats amb la USAF, la Luftwaffe i la Força Aèria Belga i ha aconseguit insospitades victòries en combat aeri enfront d'aeronaus molt més avançades com, els F-15I Strike Eagle i F-16.
Especificacions
- Tipus: caça monoplaza o biplaza.
- Motor: turborreactor SNECMA Lligar 09K50 amb posquemador, amb 7082 kN d'empenyiment.
- Velocitat màxima: 2.338 km/h a 12.000m. d'altitud.
- Sostre Pràctic: 17.000m.
- Velocitat de creuer: 956 km/h a 10.000m. d'altitud.
- Armament: dos canons DEFA de 30mm i fins a 4000 kg de càrrega bèl·lica externa, incloent míssils aire-aire Kukri i R-Darter, A-Darter RAFAEL Derby entre d'altres, míssils aire-terra AS.30, bombes de cada lliure, bombes de racimo, bombes guiades i coets. 1 míssil Exocet AM-39 sota el fuselatge central.
- Pes: 7.400 kg
- Dimensions: -envergadura: 8,22 m -longitud: 15,65 m -altura: 4,55 m -superfície alar: 34,80{\displaystyle m^{2}}

## Rangs
| Rang              |                   |                   |
| Oficials          |                   |                   |
| Generals          |                   |                   |
| Brigadier General | Tinent General    | General de l'Aire |
| Superiors         |                   |                   |
| Major             | Tinent Coronel    | Coronel           |
| Subalterns        |                   |                   |
| Sotstinent        | Tinent            | Capità            |
| Tropa             |                   |                   |
| Suboficials       |                   |                   |
| Suboficial segon  | Suboficial primer | Suboficial Major  |
| Sergents          |                   |                   |
| Sergent segon     | Sergent primer    |                   |
| Caps              |                   |                   |
| Cap segon         | Cap primer        |                   |
| Soldats           |                   |                   |
| Soldat            |                   |                   |